# 早すぎた埋葬
「早すぎた埋葬」（はやすぎたまいそう、原題："The Premature Burial"）は、エドガー・アラン・ポーの短編小説。仮死状態などのために死亡と誤認されて、墓の下に生き埋めにされることの恐怖をテーマにしている。19世紀の西洋では「生きたまま埋葬される」恐れが実際にあり、このような公衆の興味を巧みに作品化したものである。1844年『ザ・フィラデルフィア・ダラー・ニュースペイパー』初出。

## あらすじ
この作品は名を明かされない語り手の思弁という形を取っている。語り手はまず、小説の主題とするにはあまりにも恐ろしすぎて使い物にならないということがあるものだ、と語りはじめる。それは例えばロンドンの黒死病やリスボン大地震、サン・バルテルミの虐殺といったものだが、語り手はそうした集団にふりかかる悲劇に対して、個人としての人間に降りかかる苦痛のなかで最も恐ろしいのは、「まだ生きているうちに埋葬されてしまう」ことだとする。
続いて語り手は、医師の誤診などが原因で実際に起こった「生きながらの埋葬」のケースをいくつか紹介した後、語り手自身が抱いている「生きながらの埋葬」への恐怖を説明する。語り手は仮に「全身硬直症」と呼ばれる、原因不明の奇妙な持病を持っていた。その病は一度発作が起こると昏睡状態となり、全身は硬直し、時にはその状態が何ヶ月も続いて、ほとんど死体と見分け難いような状態になる。このために生きたまま埋葬されてしまうことへの危惧を強く抱いていた語り手は、友人たちにこの病気を説明して回り、仮にこのような状態に陥っても埋葬を行なわないよう頼み、また万が一のために自宅の地下納骨堂を整備し、そこに空気や光が通るようにし、容易に外に出られるようにしたり、中から外へ合図するための鐘を取り付けたりと、様々な装備を施していた。
あるとき、語り手は暗く狭い場所で不意に目覚め、すぐに自分が、危惧していたように生きながらにして埋葬されてしまったのだと悟る。そして自分が取り付けた装置のことを思い出して手で暗闇を探るが、どこにも見つからなかった。ここは自宅の納骨所ではなく、どうやらどこか離れたところに出かけている間に発作が起こり、事情を知らない人々の手によって埋葬されてしまったらしい。語り手が恐怖にかられて大声を出すと、ほどなく周りから他の人の声が聞こえてきて、語り手はようやくこれまでの経緯を思い出した。自分は友人とともに猟に出かけた先で暴風雨に遭い、やむなく近くに停泊していた船の船室で一泊したのだった。狭い寝台に身を差し入れるようにして寝ていたために、自分が棺桶の中にいるのだと錯覚したのである。しかしこの出来事のあと、語り手は死への恐怖や幻想を捨てることができ、それ以来発作はぴたりと止んだ。

## 解題
ポーはこの作品のほかにも「ベレニス(1835年)」「アッシャー家の崩壊(1839年)」「黒猫(1843年)」「アモンティリヤドの酒樽(1846年)」などで「生者の埋葬」や「早すぎた埋葬」のテーマを扱っている。生きながら埋葬されることへの恐怖は、土葬が主流であった19世紀の西欧社会には深く根付いていたもので 、ポーはこの題材を選ぶことによって公衆の興味を引き付けたのである。当時の西欧社会では医師によって生者が死者と誤診されるケースが何百とあり、生きたまま埋葬されてしまうことへの恐れから、作中に登場するような墓の内部から外へ助けを求めることができるようにした装置（安全棺）が実際に考案され使用されていた。このテーマは非常に強い関心を持たれていたため、ヴィクトリア朝イギリスでは「生者の埋葬を防止するための協会」が組織されていたほどであった。
日中に埋葬された生気を持つ死体が、夜間に墓から抜け出して他の人間を餌食にする、というヴァンパイアの伝説も、当時のこのような「早すぎた埋葬」への人々の恐怖が元になっているところが大きい。もっとも民俗学者のパウル・バーバーは、実際には腐敗作用の進行によって死体の位置が動いたことが誤認されていることが多く、「早すぎた埋葬」の統計は大きく見積もられすぎているとしている 。（死#死の誤診も参照）
この物語ではこのような公衆の持つ興味を、「事実は小説より奇なり」とする語り手を設定することによって強く引き付ける。語り手は実際の「生きながらの埋葬」のケースをいくつも引用することによって、その後にくる話の本筋である自身の体験談を読者に信じ込ませようとする。
語り手は空虚な生活を送っている。彼は病が原因で現実を避けながら生きているが、それはまた死に対する幻想、幻視、強迫観念が原因であるとも言える。彼は現実性を取り戻すが、それはしかし、彼の大きな恐れが半ば実現することによって初めて可能となるのである。

## 翻案
- 1935年のアメリカ映画‘‘The Crime of Doctor Crespi’’（クレスピ博士の犯罪、日本未公開）の原案として採用された。監督：ジョン・H・オウア、主演：エリッヒ・フォン・シュトロハイム。ドイツ映画『カリガリ博士』（1919）の影響下に製作されたスリラーであり、ほぼオリジナルのストーリー。シュトロハイム演じるクレスピ博士は、自分の患者を計画的に仮死状態にして生き埋めにしようと企む。
- 1962年のアメリカ映画『姦婦の生き埋葬』（英語版）（VHSビデオ発売時のタイトルは『早すぎた埋葬』）。監督：ロジャー・コーマン、脚本：チャールズ・ボーモント、主演：レイ・ミランド[7]。悪妻の計画によって生き埋めにされた男の復讐を描くゴシック・ホラー的な作品。
- 1968年のスペインのTVドラマ« La promesa »（約束）の原案としてクレジットされた。オムニバスTVシリーズ«Historias para no dormir »（眠れぬ夜の話）の1エピソードとして放送。監督と脚本は『象牙色のアイドル』（1969）、『ザ・チャイルド』（1976）のナルシソ・イバニェス・セラドールが担当。ポーの原作からカタレプシーを恐れる主人公というヒントを得ながら自由に脚色しており、ほぼオリジナル・エピソードの物語となっている。ブラック・ユーモア風の皮肉な結末には「恐るべき子供」テーマへのセラドールのこだわりも見られる。
- 1979年のスージー・アンド・ザ・バンシーズのアルバム『ジョイン・ハンズ』に収録されている「プレマチュア・ベリエル」は、ポーの作品をモチーフにしている。
- 1988年のアメリカ製のオムニバス映画『エドガー・アラン・ポーの ホラー・ナイト・ストーリー』Twisted Tales of Edgar Allan Poeの第1話の原作に採用された。監督：マーク・ジェイコブス。時代設定は原作と同時代にしているが衣裳などの歴史的考証はいい加減であり、ストーリーも原作を逸脱したコメディ仕立てとなっている。
- 1989年のアメリカ映画『エドガー・アラン・ポー/早すぎた埋葬』Edgar Allan Poe's Buried Alive。監督：ジェラール・キコワーヌ。出演：カレン・ウィッター、ロバート・ヴォーン、ドナルド・プレザンス、ジョン・キャラダイン[8]。女子鑑別所に入所する少女たちが姿を消していくホラーであり、80年代的なスプラッター映画色の強い内容である。題名だけ借りたほぼ映画オリジナルのストーリー。
- 1991年のアメリカ映画『ドリーム・セメタリー／悪夢の情事』（ Haunting Fear）。監督： フレッド・オーレン・レイ（英語版）。ポーの「早すぎた埋葬」を題材にしているが、舞台は現代に移し変えられており、また主要登場人物は女性に変えられている[9]。
- 2005年のヤン・シュヴァンクマイエルの映画『ルナシー』（英語版）は、ポーの「早すぎた埋葬」と「タール博士とフェザー教授の療法」に基づいている[10]。
- 2006年の映画 Nightmares from the Mind of Poe では、「告げ口心臓」、「アモンティリヤドの酒樽」、「大鴉」とともに映像化された[11]。